# Omoroca
Omoroca, Omorōca o Omorka, és el títol de la dea sumèria Tiamat en la versió del mite de la creació realitzada per l'historiador babiloni Berós, cap al segle iii aC.

## El mite de la creació de Berós
En la seua Història de Babilònia (Babyloniaca), escrita entre el 290 i 278 ae en grec koiné, el sacerdot de Bel-Marduk, Berós, segueix a grans trets la narració de la creació de l'Enuma Elix, però amb diferències importants. Aquesta porció de l'obra no es conserva en original, només es coneix per la transmissió d'altres historiadors i escriptors. La replegà Corneli Alexandre Polihistor (segle I ae), i després la pren Eusebi de Cesarea (s. III i IV de), de la qual actualment es coneix una traducció armènia, i finalment és transmesa pel monjo Jordi Sincel·le al s. VIII de en el seu Ekloge chronographias, que es coneix fragmentàriament:
Ell [Berós] diu que hi hagué un temps en què tot era foscor i aigua, en què nasqueren criatures estranyes de forma peculiar [...]; sobre aquestes regnava una dona anomenada Omorka (Όμόρκα), que en caldeu es denomina Thalath (Θαλάτθ), que en grec significa 'la mar' (Θάλασσα), però en valor numèric és igual a "lluna" ("σελήνη").
 
Jordi Sincel·le. Ekloge chronographias, 29.22.
La narració continua narrant l'acció de Bel, que la talla en dues i de les meitats d'Omorka forma la terra i el cel.

### Identificació amb Tiamat
En el nom Talath (Θαλάτθ) s'ha vist una corrupció de Thamte, que ocuparia el lloc de Tamtu, és a dir, Tiamat. La identitat de Bel i Marduk es troba també prou establerta així com la seua funció de creador del món amb l'escissió de la dea originària. Finalment, la presència de la foscor i l'aigua en la narració remeten a la mar originària d'aigua salada envoltada de tenebra, de la qual Tiamat és la personificació, en l'Enuma Elix.

## Etimologia
S'ha proposat que el grec Omorca (Όμόρκα) siga una esmena d'ομορωκα, que al seu torn podria ser una forma aramea d'un altre títol de Tiamat: Ummu-Hubur, traduït com 'Mare de la Profunditat'. També podria derivar d'Um-Uruk, això és. «Mare d'Uruk».
En una traducció armènia d'Eusebi de Cesarea sobre aquest mateix text, en lloc d'Omorca apareix el nom Markaye, que ha motivat la hipòtesi d'una possible corrupció de «marratu», que significa 'mar amarga' o, segons, Gunkel i Zimmern, que en fan una combinació de tots dos per fer el mot Omarcaje o Omarcaye, podria significar 'Mare subterrània'.